# Willi Soya
Willi Soya (* 11. Oktober 1935; † 4. Juli 1990 in Horn-Bad Meinberg) war ein deutscher Fußballspieler. Der Offensivspieler wurde 1958 mit dem FC Schalke 04 und 1965 mit Werder Bremen deutscher Meister. Im Jahr 1961 hat er auch mit Werder den DFB-Pokal gewonnen.

## Laufbahn

### FC Schalke 04, bis 1961
Aus dem Amateurbereich von Schwarz-Weiß Wanne-Eickel wechselte der damals 18-Jährige im Sommer 1954 in die damals erstklassige Fußball-Oberliga West, zum FC Schalke 04. Den ersten Einsatz in einem Pflichtspiel für „Königsblau“ erlebte der herausragende Techniker am 21. September 1954 im DFB-Pokal im Heimspiel gegen den süddeutschen Oberligisten FC Schweinfurt 05. Bei dem 1:1 nach Verlängerung erzielte er als Halbstürmer im damaligen WM-System das Tor für Schalke. Trotzdem musste er zu seinem Oberligadebüt bis zum 23. Januar 1955 warten. Bei einem 2:2-Heimremis gegen den Meidericher SV vertrat er erstmals die Farben von Schalke in der Oberliga West. Er bildete mit Bernhard Klodt, Helmut Sadlowski, Manfred Piontek und Hans Krämer auf Halbrechts den Angriff der Mannschaft von Trainer Eduard Frühwirth. Den Durchbruch schaffte Soya in der Saison 1957/58. Er gewann mit Schalke 04 die Meisterschaft in der Oberliga West und hatte dazu in 28 Ligaeinsätzen 17 Tore erzielt und führte damit die interne Torschützenliste vor Klodt (15 Tore) und Manfred Kreuz mit 13 Toren an. Günter Siebert lag mit sechs Einsätzen und vier Toren abgeschlagen auf den Plätzen.
Von Beginn der Runde an stand die jetzige Schalker Hoffnung im Fokus von Bundestrainer Sepp Herberger. Er spielte am 4. September 1957 in Hannover in einem Testspiel einer A- gegen eine B-Auswahl, wo er als Halbrechter der siegreichen A-Elf zwei Tore erzielte. Am 31. Oktober führte Herberger ein weiteres Testspiel in Düsseldorf durch, wo Soya wiederum als Halbstürmer sich als Torschütze auszeichnete. Am 21. Dezember 1957 bildete er in der Juniorennationalmannschaft U-23 zusammen mit Willi Koslowski den rechten Flügel beim 3:3-Remis gegen Ungarn. Dabei erzielte er ein Tor und der weitere Schalker Mannschaftskollege Otto Laszig war als Mittelläufer im Einsatz gewesen. Im Weltmeisterschaftsjahr 1958 gehörte er im März 1958 den Aufgeboten für die zwei Länderspiele in Brüssel gegen Belgien (2:0) und in Frankfurt gegen Spanien (2:0) an, wurde aber nicht zum Einsatz gebracht. Dafür stand er neben Helmut Rahn am 26. März in Basel in einem Testspiel einer deutschen B-Auswahl gegen die A-Elf der Schweiz in einem inoffiziellen Länderspiel (2:1) auf dem Platz. Auch für das abschließende Länderspiel am 2. April in Prag gegen die Tschechoslowakei (2:3) stand er im Aufgebot, fiel aber kurzfristig durch Verletzung aus. Mitte April wurde er vom DFB in der 40er-Liste an die FIFA für das Spieleraufgebot für die Weltmeisterschaft in Schweden gemeldet. Am 13. April endete die Oberligasaison 1957/58 mit einem 1:0-Auswärtserfolg von Schalke beim SV Sodingen, der technisch brillante Offensivallrounder hatte den Siegtreffer für den Westmeister erzielt. Zwei Wochen später, am 26. April, gehörte er der Schalker Elf an, die in Frankfurt das erste Endrundenspiel um die deutsche Fußballmeisterschaft 1958 mit 4:1 gegen Eintracht Braunschweig gewann. Persönlich war das Ergebnis für ihn zweitrangig; er zog sich eine schwerwiegende Verletzung zu, die sein weiteres Mitwirken in der Endrunde sowie auch seine Teilnahme an der Fußballweltmeisterschaft verhinderte. Günter Siebert, in der Oberligarunde nur zu sechs Einsätzen gekommen, rückte dadurch in die Mannschaft und feierte somit am 18. Mai in Hannover beim 3:0-Erfolg gegen den Hamburger SV den direkten Gewinn der deutschen Meisterschaft 1958.
In den nächsten drei Runden konnte Soya nicht mehr gänzlich an die Form der Meisterschaftsrunde 1957/58 anschließen. Als Höhepunkt in diesem Abschnitt könnte man die Spiele im Europapokal der Landesmeister 1958/59 gegen KB Kopenhagen und Atlético Madrid bezeichnen. Im Hinspiel am 4. März 1959 bei den „Rojiblancos“ lief Soya vor 110.000 Zuschauern im Estadio Santiago Bernabéu auf, konnte aber die 0:3-Niederlage gegen die mit Stars wie dem brasilianischen Weltmeister Vava und Joaquín Peiró und Enrique Collar angetretenen Gastgeber, nicht verhindern. Mit dem Einsatz am 27. Spieltag der Oberligasaison 1960/61, am 16. April 1961, mit einem 2:2 bei Viktoria Köln, verabschiedete sich Willi Soya nach insgesamt 70 Oberligaspielen und 34 Toren vom FC Schalke 04 und schloss sich dem SV Werder Bremen in der Oberliga Nord an.

### SV Werder Bremen, 1961 bis 1966
In den letzten zwei Runden der alten erstklassigen Oberliga, 1961/62 und 1962/63, überzeugte Soya bei den Grün-Weißen nochmals als torgefährlicher Halbstürmer. In beiden Runden erreichte Werder unter Trainer Georg Knöpfle hinter dem Hamburger SV die Vizemeisterschaft im Norden und der Mann aus Schalke hatte in 57 Ligaspielen 35 Tore erzielt. In seiner ersten Runde für das Team vom Weserstadion gewann er beide Spiele gegen den Hamburger SV, jeweils mit 2:1. In der letzten Oberligarunde, 1962/63, spielte er an der Seite des Torjägers Dieter Meyer, der sich mit 37 Toren die Torschützenkrone eroberte. Die Oberligaära beendete Werder mit einem 4:2-Erfolg am 29. April 1963 gegen den ASV Bergedorf 85 und Soya zeichnete sich als zweifacher Torschütze aus.
Eröffnet hatte Soya sein Engagement bei Bremen aber mit dem Erfolg im DFB-Pokal 1961. Über die Stationen 1. FC Saarbrücken (1:0), 1. FC Köln (3:2) und dem 3:2 nach Verlängerung im Halbfinale gegen den Karlsruher SC, zog er mit seiner neuen Mannschaft in das Endspiel am 13. September 1961 ein. Das fand ausgerechnet in Gelsenkirchen in der Glückauf-Kampfbahn gegen den Konkurrenten 1. FC Kaiserslautern statt. Für Soya und seine zwei Mitspieler Helmut Jagielski und Günter Wilmovius kamen da Heimatgefühle auf. Mit dem alten Weltmeisterstopper Werner Liebrich versuchten die „Roten Teufel“ vom Betzenberg zwar Widerstand zu leisten, die Bremer setzten sich aber verdient mit 2:0 durch und Soya wurde damit in seiner Heimat deutscher Pokalsieger. Im Europapokal der Pokalsieger lief der Halbstürmer danach in den Spielen gegen Aarhus GF (2:0, 3:2) und den zwei Spielen gegen Atletico Madrid im Januar beziehungsweise Februar 1962 auf. Im Heimspiel gegen Madrid glückte ihm in der 86. Spielminute der 1:1-Ausgleichstreffer. Das Rückspiel wurde mit 1:3 in Madrid gegen den späteren Cupsieger mit deren Trainer José Villalonga verloren. Mit dem Nord-Vizemeister verlor Soya 1962 und 1963 jeweils das Qualifikationsspiel; am 18. April 1962 mit 1:4 nach Verlängerung gegen seinen alten Verein Schalke 04 und am 18. Mai 1963 gegen den 1. FC Nürnberg (1:2). In beiden Spielen war er als Halbstürmer aktiv.
Soya startete mit Bremen unter Trainer Willi Multhaup 1963/64 in die neue Leistungskonzentration der Bundesliga. Beim 3:2-Starterfolg am 24. August 1963 im Weserstadion gegen den amtierenden Meister Borussia Dortmund erzielte er in der 34. Minute mit seinem Ausgleichstreffer zum 1:1-Zwischenstand den ersten Treffer von Werder in der Bundesliga. Er kam in der Debütrunde auf 25 Ligaeinsätze und erzielte fünf Tore. Konkurrenten für die Halbstürmerpositionen waren unter anderem die Mitspieler Diethelm Ferner, Arnold Schütz und Dieter Thun. Als im zweiten Bundesligajahr 1964/65 mit Heinz Steinmann ein weiterer Leistungsträger für die Außenläuferrolle und mit dem Nachwuchsspieler Hans Schulz ein talentierter Halbstürmer hinzugekommen war, setzte Trainer Multhaup nur noch in acht Spielen (2 Tore) auf den ehemaligen Schalker. Trotzdem hat Soya damit seinen Beitrag zur überraschenden Bundesligameisterschaft des SV Werder Bremen in der Saison 1964/65 geleistet. In der Runde als Titelverteidiger, 1965/66, kam er letztmals am 21. Mai 1966 bei einem 3:1-Auswärtserfolg gegen den Hamburger SV in der Bundesliga zum Einsatz. Er schoss in der 25. Minute Bremen mit 1:0 in Führung.
Insgesamt absolvierte Soya 34 Bundesligapartien, vornehmlich als Mittelfeldspieler, wobei er 8 Tore erzielen konnte. Im Sommer 1966 zog es ihn zum ASV Bergedorf 85 in die zweitklassige Fußball-Regionalliga Nord. Dort traf er auf seinen ehemaligen Mannschaftskameraden Dieter Meyer. Für die „Elstern“ vom Stadion Sander Tannen bestritt er in der Saison 1966/67 noch 12 Spiele in der Regionalliga Nord, in denen er drei Tore erzielte. Danach beendete er seine höherklassige Spielerlaufbahn. In späteren Jahren wurde er in Paderborn ansässig, wo er dann auch einige Amateurvereine der Region trainierte.
Aufgrund seines Nachnamens wurde er Bohne gerufen.